# Izzy Jayasinghe
Izzy Jayasinghe es jefa del Departamento de Medicina Molecular en la Facultad de Ciencias Biomédicas de la Universidad de Nueva Gales del Sur y profesora visitante en la Universidad de Sheffield, donde anteriormente fue parte del programa UKRI Future Leader. Su investigación se centra en la microscopía de superresolución, biofísica, el músculo cardíaco, así como el desarrollo de instrumentos de microscopía. Además de su investigación científica y docencia, es una firme defensora de la igualdad de género y la diversidad en el ámbito académico. En 2023 fue galardonada con el premio 40 menores de 40 donde se reconoció su labor en la categoría de innovador y agente de cambio.

## Trayectoria académica
En 2007, obtuvo la Licenciatura en Ciencias con especialización en Ciencias Cardiovasculares de la Universidad de Auckland. Posteriormente, en 2010, completó el doctorado en fisiología en la misma universidad. Su tesis doctoral se tituló Resolución de la base estructural del acoplamiento excitación-contracción cardíaco.  
De 2010 a 2011, fungió como investigadora asistente en el Departamento de Fisiología de la Universidad de Auckland. Realizó una estancia postdoctoral en la Escuela de Ciencias Biomédicas de la Universidad de Queensland de 2011 a 2013. Luego de su postdoctorado se unió a la Facultad de Ingeniería, Matemáticas y Ciencias Físicas de la Universidad de Exeter como investigadora asociada donde trabajó hasta 2015. En 2018, se convirtió en miembro de la Academia de Educación Superior y recibió la acreditación como proveedor de educación superior aprobado por el Marco de Estándares Profesionales del Reino Unido. 
De 2015 a 2020, Jayasinghe fue profesora de ciencias cardiovasculares en la Facultad de Ciencias Biológicas de la Universidad de Leeds. En 2020, se incorporó a la Universidad de Sheffield como miembro del programa UKRI Future Leader con el tema "Llevar la microscopía de superresolución más allá del laboratorio" dentro del Departamento de Biología Molecular y Biotecnología. 

## Activismo LGBT+
Jayasinghe es una firme defensora de la igualdad, la diversidad y la inclusión dentro y fuera de la ciencia. Desde su trinchera apoya a las mujeres en la ciencia y personas de la comunidad LGBT+ dentro y fuera del ámbito académico.  
En 2019, se unió a Tigers in STEMM, un grupo dedicado a defender la igualdad, la diversidad y la accesibilidad en el sistema educativo de ciencia, tecnología, ingeniería y matemáticas en el Reino Unido.  
En 2019 impartió una plática magistral titulada "Encontrar consuelo en STEM" en el cuarto LGBT+ STEMinar. Aquí compartió un poderoso relato de su historia personal. Desde sus orígenes en Sri Lanka durante la guerra civil, sus años de formación en Nueva Zelanda, donde comenzó su pasión por la ciencia, y sus experiencias de cambio de actitud hacia los derechos LGBT+ a lo largo de su carrera. 

## Premios y reconcimientos
A lo largo de su carrera ha sido reconocida en múltiples ocasiones por sus investigaciones científicas, trayactoria y activismo por la igualdad en la academia. 
- 2023: Reconocimiento “40 under 40” como Innovadora y Agente de Cambio, otorgado a exalumnas de la Universidad de Auckland. [14]
- 2022: Miembro de la Royal Microscopical Society del Reino Unido. [15]
- 2021: Miembro (Foundation Future Leader) de la Foundation for Science & Technology, Londres, Reino Unido. [16]
- 2019: Premio ‘New & Notable’ y ponencia plenaria en la 27ª reunión del Northern Cardiovascular Research Group, Reino Unido.
- 2011: Premio del Rector (Vice Chancellor’s Prize) a la “Mejor Tesis Doctoral” de 2010, Universidad de Auckland (NZ $6,000).

- 2010: Premio conmemorativo Hubbard otorgado por la Physiological Society of New Zealand por excelencia en estudios de doctorado en Fisiología.